# Lamine Guèye
Lamine Guèye (* 18. července 1960 Dakar) je bývalý senegalský reprezentant v alpském lyžování
Pochází z prominentní rodiny; jeho dědeček, který se jmenoval také Lamine Guèye, byl předsedou senegalského parlamentu. Od osmi let žil v internátní škole ve Švýcarsku a věnoval se lyžování a lednímu hokeji. V roce 1979 založil Senegalskou lyžařskou federaci a dosáhl jejího přijetí do Mezinárodní lyžařské federace. Na Zimních olympijských hrách 1984 v Sarajevu startoval jako historicky první zástupce subsaharské Afriky (při slavnostním zahájení nastupovaly výpravy v abecedním pořadí podle srbochorvatských názvů a tak se stalo, že osamocený Senegalec pochodoval mezi týmy Spojených států amerických a Sovětského svazu). Ve sjezdu skončil na 51. místě z 61 startujících, v obřím slalomu na 57. místě ze 108 závodníků. Zúčastnil se také Zimních olympijských her 1992 v Albertville, kde obsadil 45. místo ve sjezdu, 78. místo v superobřím slalomu a 66. místo v obřím slalomu, soutěže ve slalomu a kombinaci nedokončil. Při své olympijské derniéře na Zimních olympijských hrách 1994 v Lillehammeru nastoupil pouze do sjezdu, nedorazil však do cíle. Zúčastnil se čtyř mistrovství světa v alpském lyžování, nejlepším umístěním bylo 32. místo ve slalomu v roce 1996, nastoupil také ve 25 závodech Světového poháru, ani jednou nebodoval.
Vedle sportu se věnoval obchodu a finančnictví, působil v modelingu a hrál menší roli ve filmu Moonraker (1979), je také potápěčským instruktorem. Vydal knihu Senegalský lyžař hledá olympijskou myšlenku, v níž protestuje proti tomu, aby se závodníkům z exotických zemí omezoval přístup na zimní olympiádu.